# Lenguaje visual de marca
El lenguaje visual de marca es la terminología para un “alfabeto” único de los elementos de diseño – tales como forma, color, materiales, acabados, tipografía y la composición – los cuales directa y subliminalmente comunican los valores de una empresa y la personalidad de esta a través de imágenes de peso y estilo de diseño. Este “alfabeto”, adecuadamente diseñado, es el resultado de una conexión emocional entre la marca y el consumidor. El lenguaje visual de marca es un elemento clave necesario para crear una estrategia de marca auténtica y convincente que se pueda aplicar única y creativamente en todas las formas de comunicaciones de marca tanto para los empleados y clientes. Un lenguaje visual de marca exitoso crea una experiencia memorable para el consumidor, fomentando la repetición de negocios e impulsando la salud económica de la empresa. Se trata de una solución creativa a largo plazo que puede ser aprovechada por un equipo ejecutivo para mostrar la personalidad única de su marca.
Por ejemplo, como mostró una constante de Starbucks, el ingrediente principal es el diseño en blanco y negro de los iconos. Los iconos representan los elementos del “alfabeto”. Cada año, las campañas de promoción usarían los mismos iconos, pero la paleta de colores y los iconos destacados cambiarían. Otro elemento distintivo de diseño de iconos es el BMW ‘split grill’ (parrilla hondeada) continuamente empleado para representar la marca.
Entretanto el tamaño de la parrilla y los detalles de diseño evolucionan con el tiempo, la idea subyacente es constante y memorable. El uso del color es también un elemento asociativo poderoso o de gran alcance para las imágenes consistentes, como lo demostrado en la aplicación extensa del naranja por The Home Depot a través de todos sus materiales de la marca.

## Ejemplos de lenguaje visual de marca

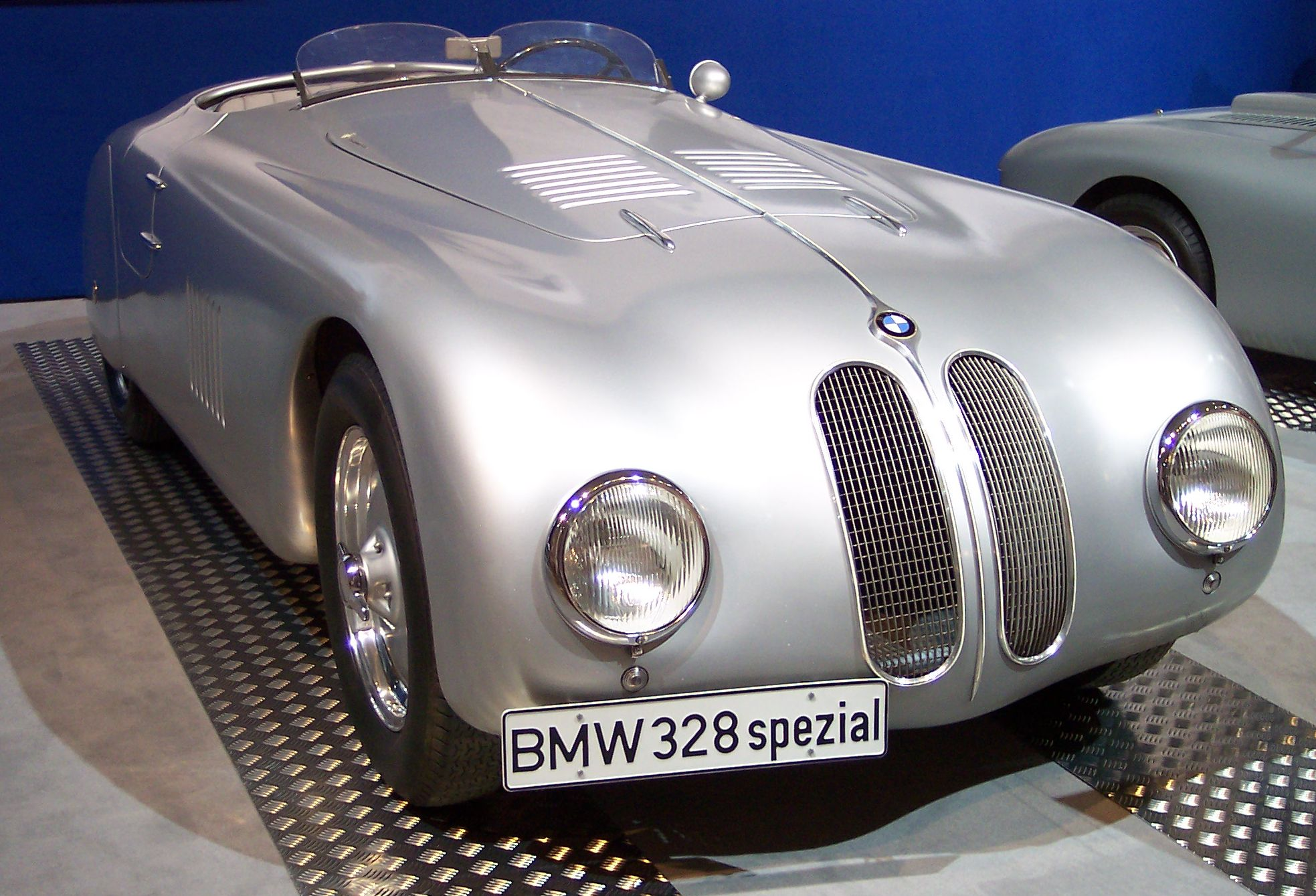
BMW Diseño de parrilla , 1938.
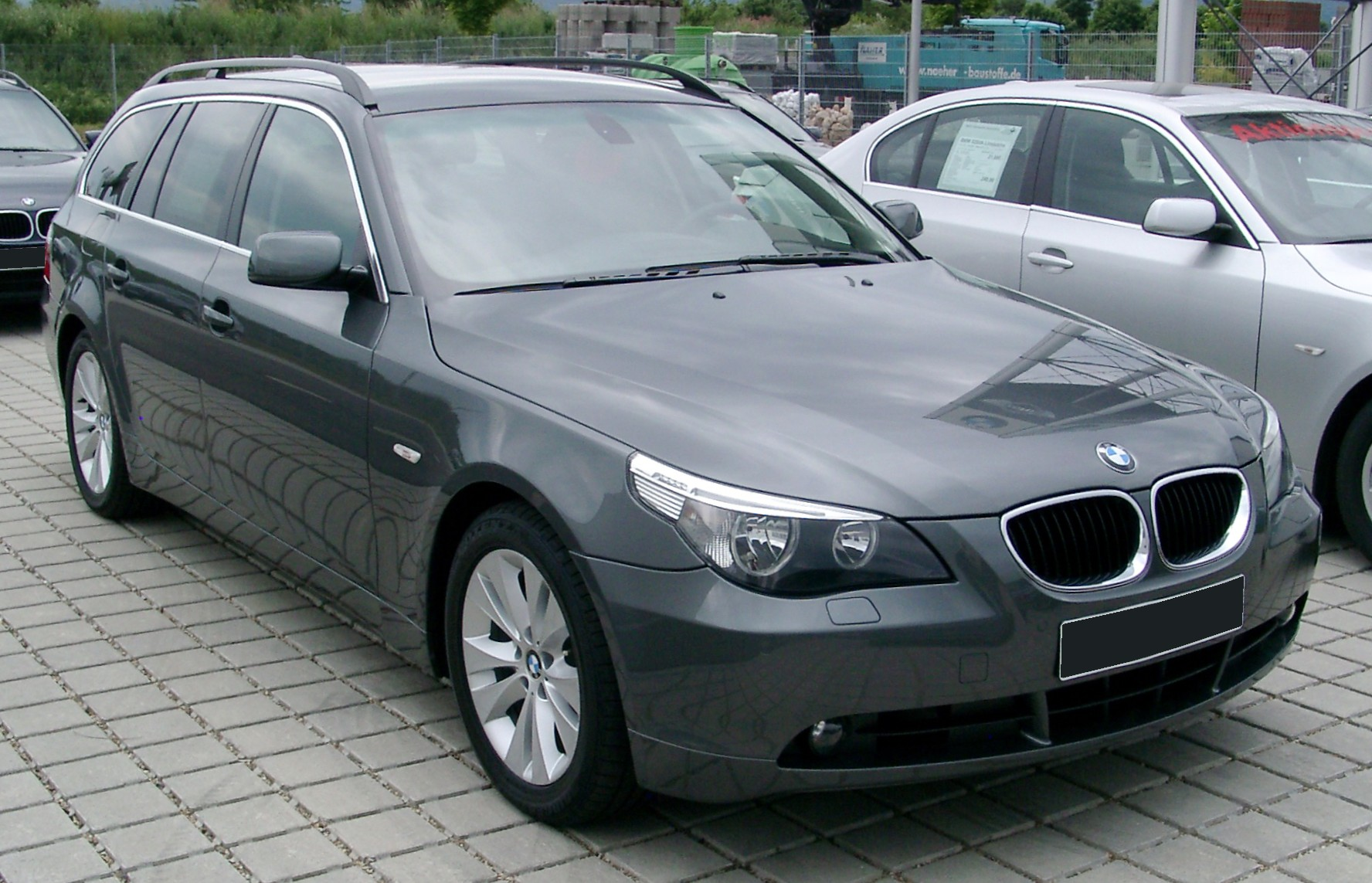
BMW Diseño de parrilla, 2008.
Home Depot usa el naranjado para su identidad de marca.
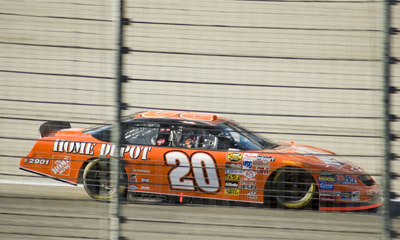
Home Depot utiliza el color naranjo para su mercadeo.